# مگان بوژک
مگان بوژک (انگلیسی: Megan Bozek؛ زادهٔ ۲۷ مارس ۱۹۹۱) بازیکن هاکی روی یخ اهل ایالات متحده آمریکا است.